# لعبة فيديو سباقات

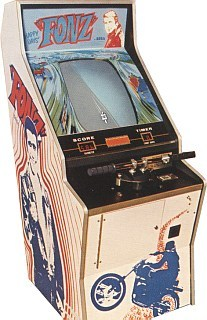
لعبة فونز المتخصصة للرياضة الدراجات النارية

لعبة فيديو سباقات (Racing video game) هي نوع من ألعاب الفيديو ، إما في منظور الشخص الأول أو منظور الشخص الثالث ، حيث يشارك اللاعب في سباق في أي نوع من المركبات سواء البرية ، الجوية أو البحرية . و يمكن أن تستند على سباقات العالم الحقيقي أو السباقات الخيالية . و تكون إما لعبة محاكاة صعبة (هاردكور) أو لعبة سباق بسيطة . من أمثلة هذا النوع من الألعاب : غران تورزمو 5 وماريو كارت وأف-زيرو أكس.